# 약혼녀
《약혼녀》는 한국에서 제작된 김수용 감독의 1963년 영화이다. 김희갑 등이 주연으로 출연하였고 백완 등이 제작에 참여하였다.

## 출연

### 주연
- 김희갑
- 김지미
- 최무룡
- 양훈

## 기타
- 원작자: 송일근
- 조명: 손영철
- 미술: 박석인